# Neophascogale lorentzii
Neophascogale lorentzii је врста сисара торбара из реда Dasyuromorphia и породице Dasyuridae.

## Распрострањење
Врста је присутна у Индонезији и Папуи Новој Гвинеји.

## Станиште
Врста Neophascogale lorentzii има станиште на копну.
Врста је по висини распрострањена до 3.900 метара надморске висине.

## Угроженост
Ова врста није угрожена, и наведена је као последња брига јер има широко распрострањење.

### Популациони тренд
Популациони тренд је за ову врсту непознат.